# Liste des villes des Pays catalans
Le listage des villes des pays catalans intervient dans le cadre du Projet:Pays catalans. Cette liste n'est pas exhaustive, elle ne comporte que les articles qui existent, et non la liste complète des communes, avec liens rouges. Aidez-nous à compléter cette liste en créant les articles manquant (Voir Ici)
- Haut – A
- B
- C
- D
- E
- F
- G
- H
- I
- J
- K
- L
- M
- N
- O
- P
- Q
- R
- S
- T
- U
- V
- W
- X
- Y
- Z

## A
- L'Albère
- Alcoi
- Alénya
- L'Alguer
- Alacant
- Altorricón
- Amposta
- Andorre-la-Vieille
- Les Angles
- Angoustrine-Villeneuve-des-Escaldes
- Ansignan
- Arboussols
- Argelès-sur-Mer
- Arles-sur-Tech
- Avià
- Ayguatébia-Talau

## B
- Badalone
- Bages (Pyrénées-Orientales)
- Baho
- Banyoles
- Banyuls-sur-Mer ou Banyuls de la Marenda
- Banyuls-dels-Aspres
- Barcelone
- Beceite
- Benasque
- Benidorm
- Benimodo
- Berga
- Besalú
- Breda
- Bocairent
- Borredà
- Bourg-Madame
- Le Boulou

## C
- Cabestany
- Cadaqués
- Canet-en-Roussillon
- Canohes
- Castellón
- Castelldefels
- Cerbère
- Céret
- Cocentaina
- Collioure
- Cornellà de Llobregat
- Coustouges

## D
- Denia
- Dorres

## E
- Elx
- Elda
- Err
- Esplugues de Llobregat
- Estagel
- Estavar
- Estopiñán del Castillo
- Eyne

## F
- Figueres
- Font-Romeu
- La Fresneda

## G
- Gavà
- Gérone
- Gironella
- Gisclareny
- Gósol
- Guardamar
- Graus

## H
- L'Hospitalet de Llobregat
- Els Hostalets de Pierola

## J
- La Jonquera

## L
- Lleida
- Llo
- Lloret de Mar

## M
- Maella
- Manrèse
- Martorell
- Mataró
- Montgat
- Montlouis
- Mont-ral

## N
- Nahuja
- Novelda

## O
- Olot
- Ontinyent
- Osséja

## P
- Palau-de-Cerdagne
- Palma de Majorque
- Pals
- Perpinya
- Petrer
- Le Perthus
- Pont de Molins
- Pontellà
- Porta
- Portbou
- Porté-Puymorens
- Prades de Conflent
- Puigcerdà
- Pia

## R
- Reus
- Ripoll
- Rivesaltes
- Rosas

## S
- Sabadell
- Saillagouse
- Salou
- Salses
- Sant Adrià del Besòs
- Sant Celoni
- Saint-Cyprien
- Sant Esteba del Monestir
- Sant Joan les Fonts
- Sant Vicent Del Raspeig
- Santa Bàrbara
- Santa Coloma de Gramenet
- Santa Cristina d'Aro
- Santa Pola
- Sils
- Sitges
- Solsona
- Sort

## T
- Targasonne
- Tarragone
- Tautavel
- Terrassa
- Terrats
- Thuir
- Torre del Compte
- Tortosa
- Toulouges

## U
- Ur

## V
- Valcebollère
- Valderrobres
- Valencia
- Valls
- El Vendrell
- Verges
- Vic
- Viladecans
- Vila-real
- Villena
- Villeroge

## X
- Xàtiva
- Xixona